# Circonvallazione di Catania
La Circonvallazione di Catania è un'arteria stradale comunale di Catania, situata nella parte settentrionale del suo abitato, che congiunge la parte occidentale con quella orientale della città.

## Percorso
Il percorso della Circonvallazione di Catania ha inizio dalla parte orientale, nel quartiere Ognina, e si conclude nella parte più occidentale, nel quartiere Monte Po, al confine con il territorio di Misterbianco, dove innesta con la tangenziale.
La lunghezza complessiva del tracciato è di 6,035 km, ed attraversa i quartieri Picanello-Villaggio Cardinale Dusmet, Chiuse della Carvana, Canalicchio, Monserrato, Borgo, Consolazione, Cibali, San Nullo e Nesima.
A livello toponomastico, da est a ovest, la circonvallazione assume le seguenti denominazioni: Viale Ulisse (0,8 km) - Viale Marco Polo (0,9 km) - Viale Odorico da Pordenone (0,75 km) - Viale Andrea Doria (1 km) - Viale Fratelli Vivaldi (0,35 km) - Viale Antoniotto Usodimare (0,15 km) - Viale Lorenzo Bolano (1,335 km) - Viale Felice Fontana (0,750 km).

## Storia
Il progetto per la costruzione di una circonvallazione esterna a Catania fu elaborato dall'ufficio tecnico del comune etneo nel 1949, ma poiché l'opera non venne subito finanziata, lavori per la sua costruzione ebbero avvio nel 1954. Fu realizzata con lo scopo di far evitare ai veicoli di transito di attraversare il centro abitato.
Il primo tronco, che da Ognina conduceva al Tondo Gioeni, dotato di marciapiedi e alberato, fu aperto al pubblico nel 1961, il secondo tronco fino a Cibali, nel 1962, il terzo tronco, che da Cibali conduce a Nesima, nel 1965. I lavori per il definitivo completamento si conclusero nel 1975, e il costo complessivo fu di 3 miliardi e 50 milioni di lire.
Negli anni successivi, la circonvallazione ha subito notevoli mutamenti con la costruzione di altre infrastrutture.
Di queste, il primo è stato il ponte sul Tondo Gioeni, inaugurato nel 1964, che serviva a collegare il Centro con i quartieri di Barriera e Canalicchio, confinanti con i comuni dell'hinterland. Il ponte verrà demolito nel 2013 per ragioni di sicurezza. Nel 1971 fu realizzato il ponte di Ognina nel tratto finale della circonvallazione, demolito nel 2004, anch'esso per ragioni di sicurezza. Allo stesso periodo risale la costruzione del ponte e svincolo di Via Vincenzo Giuffrida, tuttora esistente, in funzione del collegamento con l'Autostrada A18.
I cambiamenti più significativi sono avvenuti ad inizio del XXI secolo, con la realizzazione di rotatorie e di tornaindietro in vari tratti della strada. Al 2010, risale l'inaugurazione dello svincolo sul Viale Fleming, che consente di entrare o di uscire dal centro cittadino in direzione di Ognina, di Nesima e dei comuni etnei della provincia.

## Caratteristiche
L'arteria ha l'aspetto di una strada extraurbana secondaria con due carreggiate, ognuna delle quali a due corsie a senso unico di marcia.
Nelle aree attraversate dalla circonvallazione, significativa è la presenza di abitazioni ad uso civile. Le prime abitazioni sorsero a Nesima Superiore, dopo il 1951, e si trattò di edilizia popolare.  Più importante è stata la costruzione a partire dagli anni sessanta e settanta di grandi complessi residenziali.
Sul Viale Odorico da Pordenone è ubicata una chiesa intitolata al culto della Madonna di Lourdes, risalente al 1958. Accanto ad essa si trova la sede del quotidiano regionale La Sicilia. Nel tratto che, procedendo in direzione ovest, segue l'ex Tondo Gioeni (incrocio via Etnea - via Passo Gravina - via del Bosco) ha sede la Città Universitaria di Catania, enorme complesso edilizio che ospita le sedi delle facoltà tecnico-scientifiche dell'Università degli Studi di Catania, i Laboratori nazionali del Sud e il policlinico.
Lungo il tratto occidentale sono presenti quattro stazioni della metropolitana di Catania: San Nullo e Nesima, aperte nel 2017 e Fontana e Monte Po, aperte nel 2024.